# 社会政策
社会政策（しゃかいせいさく、英: social policy）とは、社会において発生した問題を解決するための公共政策の体系をいう。公共政策の体系であることから、平成までの司法試験では選択科目にもなっていた。
もっとも、上に示された定義は一例に過ぎず社会政策の意義については古くから論争がある。日本の社会政策学において示された社会政策の意義のうち著名なものだけで大河内理論、隅谷理論、荒又理論、岸本理論などが知られている。
産業革命により大量の労働者が生まれ、それに伴い都市、工業地帯に貧困者が発生し、また労働者の不満が発生しこれらの政策が必要になった。ビスマルクの工場法が有名である。労働環境改善の問題もあるが、やがて労働者の不満は労働争議のかたちをとるようになり、この政策も必要となる。

## 研究領域
現代社会政策は、一般には労働問題と狭義の社会福祉から構成されているとされる。学問・研究分野としては、労働経済学、労使関係論、労働法、社会保障論、公的扶助論など幅広い分野を包摂している。
初期の社会政策は、ベヴァリッジ報告書にあるような「不衛生、低識字率、困窮、疾病、無為」の5項目の改善のための政策研究が中心だったが、現代においては、福祉に重点をおいた「貧困、疾病、劣悪な居住環境、不十分な教育制度、失業」への取り組みが中心となっている。また、性差別や人種差別なども取り組むべき課題として、社会政策の対象範囲は拡大している。
例えばニュージーランド政府が熱望する無償教育はお金に替えられない価値を持つ社会政策である。ニュージーランド労働党は、5歳から13歳までのニュージーランドの全ての子供達に2017年度までに無償でタブレットもしくはネット環境を与えると発表した。ニュージーランド労働党の党首デイヴィッド・カンリフによれば、政府の最近の調査で、生徒のいる世帯のおよそ15%がインターネットにアクセスできないことが判明し、ニュージーランド労働党は学校と協調して生徒が学校にいないときでもインターネットを使えるようにするという。